# اچ‌ام‌اس کاونتری (دی۱۱۸)
اچ‌ام‌اس کاونتری (دی۱۱۸) (به انگلیسی: HMS Coventry (D118)) یک کشتی بود که طول آن ۱۲۵ متر (۴۱۰ فوت) بود. این کشتی در سال ۱۹۷۴ ساخته شد.